# Джастін Музініч
Джастін Джордж Музініч (англ. Justin George Muzinich; нар. 5 листопада 1977, Нью-Йорк) — американський бізнесмен і державний службовець, заступник міністра фінансів США з 2018 року. Раніше він був радником міністра в Міністерстві фінансів США.

## Біографія
Син Камілли Музініч, доцента Метрополітен-музею мистецтв в Нью-Йорку і Джорджа М. Музініча, який займав посаду президента Нью-Йоркській інвестиційної компанії Muzinich & Company. Проходив навчання в Гротонській школі, закінчив Гарвардський коледж (2000) зі ступенем бакалавра гуманітарних наук з відзнакою. Він отримав ступінь магістра ділового адміністрування в Гарвардській школі бізнесу у 2005 році. Доктор права (Єльська школа права, 2007).
Музініч працював в EMS Capital і Morgan Stanley в групі по злиттю і поглинанням. Обіймав посаду президента Muzinich & Company, міжнародної інвестиційної компанії, заснованої його батьком. Він також викладав в Бізнес-школі Колумбійського університету з 2014 по 2016 рік.
Він одружився з Елоїзою Девіс Остін у 2008 році. Музініч є членом опікунської ради Нью-Йоркської пресвітеріанської лікарні.